# Fynshav
Fynshav (tyska: Fünenshaff) är en tätort i Sønderborgs kommun i Region Syddanmark i Danmark. Tätorten har 786 invånare (2024). Den ligger på ön Als, cirka 15 kilometer nordost om Sønderborg.
Fynshav har färjeförbindelse till Bøjden på Fyn och till Søby på Ærø. Den senare linjen trafikeras sedan den 15 augusti 2019 av den eldrivna färjan Ellen vars batterier laddas med el från vindkraftverk på Ærø.